# Olof Immanuel von Fåhraeus
Olof Immanuel Fåhræus, (n. 23 de março de 1796 na paróquia de Othem, condado de Gotland, - 28 de maio de 1884 na paróquia de Jakob e Johannes, cidade de Estocolmo), foi um oficial e entomologista sueco.

## Biografia
Olof Fåhræus era filho do comerciante Carl Niclas Fåhræus e Margareta Katarina Sturtzenbecker e irmão gêmeo de Johan Fredrik Fåhræus. Fåhræus casou-se em 1823 com a sua prima Laura Adolfina Sturtzenbecker (1803–1875).
Fåhræus se formou na Universidade de Uppsala em 1810, e depois de se formar como chanceler aos 19 anos, Fåhræus tornou-se chanceler em 1816 na expedição da câmara do rei. Paralelamente, tornou-se também escriturário no gabinete da Direcção-Geral das Alfândegas, onde fez uma rápida carreira. Em 1826 foi nomeado chefe do distrito aduaneiro ocidental com sede em Gotemburgo. Em 1834 e 1838 foi designado Secretário de Estado para a Expedição de Comércio e Finanças. No entanto, ele recusou devido às suas opiniões divergentes sobre a legislação empresarial em relação aos membros do governo. Mais tarde, ele se tornou um Ministro sem pasta e também foi Ministro de Estado 1840-1847 e tornou-se o primeiro chefe do então recém-criado Ministério de Assuntos Civis. Quando ele finalmente, graças a seu irmão, o oficial Johan Fredrik Fåhræus, concordou em se tornar Ministro de Assuntos Civis, ele começou um esforço genuíno de reforma.
Ele criou escolas de navegação em Gotemburgo, Gävle, Malmo e Kalmar, bem como novas escolas agrícolas. Em 1846 fundou também o primeiro Instituto Agrícola localizado em Ultuna. A Academia Sueca de Agricultura e o Instituto de Tecnologia foram reorganizados. Trabalhou também na criação do Conselho de Estradas e Águas, contratação do problema de transporte, novos estatutos relativos ao comércio de carvão e à forjaria de barras de ferro, bem como ao beneficiamento de ferro bruto. Mas de maior importância foi a abolição da guilda e o estabelecimento de associações de fábrica e artesanato. Ele também estava envolvido no Riksdag de 1844-1845 por uma reforma do código penal, do qual o rei Oscar I era um defensor. Ele era um defensor da reforma da lei de herança, que estipulava que uma irmã poderia herdar igual a um irmão. Fåhræus foi nomeado governador dos condados de Gotemburgo e Bohus em 23 de setembro de 1847, que era um escritório que Fåhræus administrava com grande habilidade. Ele foi sucedido como Ministro de Assuntos Civis por seu irmão Johan Fredrik Fåhræus.
Durante a agitação política em Gotemburgo em 1848, ele conseguiu acalmar o clima inquieto de maneira tão habilidosa que o governo quis nomeá-lo governador de Estocolmo. Fåhræus, no entanto, não queria deixar Gotemburgo, e a oferta foi para o conceituado aristocrata Jakob Essen Hamilton, que aceitou a oferta. Na primavera de 1864, ele renunciou ao cargo de governador e mudou-se para Estocolmo. Em 1866, ele foi eleito membro do Riksdag pela Primeira Câmara como representante dos distritos eleitorais de Gotemburgo e Bohus County 1867-1878. No Riksdag, ele trabalhou principalmente pela causa do livre comércio. Em 1867, ele também se tornou membro do Comitê Estadual e presidente do Conselho do Riksbank, que foi até 1872. Ele também foi vice-presidente 1868-1872 e durante parte do Riksdag de 1875. Em 1878 ele deixou o Riksdag.
Desde cedo e ao longo de sua vida, ele também se envolveu profundamente em assuntos científicos, especialmente em entomologia (a ciência dos insetos). Ele foi considerado pelos principais pesquisadores da Europa tão astuto como pesquisador e autor neste campo. Junto com Carl Johan Schönherr, ele preparou a grande obra Genera et species Curculionidum, impressa em 6 partes em Paris 1838–1844, e junto com Carl Henrik Boheman escreveu várias monografias em Bohemans Insecta Caffrariae 1848–1857. O Museu de História Natural de Gotemburgo também foi estabelecido por iniciativa de Fåhræus.
Fåhræus também se fez conhecido como um escritor político e econômico. Ele era um membro da Royal Society of Science and Witness em Gotemburgo (1831; membro honorário em 1841) e da Academia de Ciências (1840), que em 1889 teve uma medalha cunhada sobre ele, e foi um membro honorário da Sociedade Sueca de Ciência (1845), da Academia de Agricultura (1848), pela Academia Witness, History and Antiquities, 12 de abril 1870 e pela Physiographic Society em Lund (1878). Em 1877 foi nomeado doutor honorário em filosofia em Uppsala. Nos anos de 1865 a 1875, ele foi membro da Guilda da Ordem dos Serafins.
Entre os escritos impressos de Fåhræus estão também contribuições adicionais para o exame da proposta de representação adormecida de dois amigos reformistas (anônimos; 1865), Coleoptera Caffrariae (em "Öfversigt af Vetenskapsakademiens förhandlingar" 1870–1872), Om arternas härledning i djurriket (em "Svensk tidskrift ", em 187 Svensk tidskrift ", 187 ), Sobre o suporte da teoria da transformação das observações embriológicas (em "Svensk tidskrift", 1876) e Representações da vida pública (1880), importantes contribuições para a história contemporânea.
Ele também foi Ministro da Fazenda interino de 1845 a 1847, e Ministro interino dos Assuntos Eclesiásticos em 1847, antes de renunciar ao cargo de Ministro dos Assuntos Civis. Fåhræus foi nomeado cavaleiro em 1842 pelo rei Carlos XIV João da Suécia.
Olof Fåhræus está enterrado em Norra begravningsplatsen, nos arredores de Estocolmo.

### Outras fontes
- Os governadores dos condados de Gotemburgo e Bohus 1658–1989, Bengt A. Öhnander, Tre Böcker Förlag AB 1989 ISBN 91-7029-024-5 p. 91-94
- Museu Naturhistoriska de Göteborgs 150 anos: Årstryck 1983, realizado por Göteborgs Naturhistoriska Museum 1984 s. 15-22
- Governadores e Governadores de Gotemburgo e Condado de Bohus 1658–1897, Gustaf Lagerbring, Wald. Zachrissons Förlag, Gotemburgo 1917 pp. 177-182
- Genealogia de Gotland, Emil Nyberg, 1910